# 良妻賢母の心得
良妻賢母の心得 (りょうさいけんぼのこころえ、Good Wife's Guide) は Housekeeping Monthly 誌（『月刊 家事』）の1955年5月13日号に掲載されたと噂されている雑誌記事である。
この記事には「良妻賢母」がいかに振舞うべきかが記されているが、今日的な役割分担からかけ離れた記述が含まれている。本文、および記事のスキャンと思われる画像は（主に英語圏において）電子メールで広く回覧された。裏付けとなる証拠が無いことから、その由来には強い疑義が向けられている。

## 検証
複数の調査は、この文書が悪戯であることを示唆している。スノープス (都市伝説のファクトチェックサイト) によると、挿絵の右側にある "The Advertising Archives" というキャプションがまやかしの証拠であるという。同アーカイブは1990年に開始されたものであるためである。加えて、この挿絵は1957年発行の John Bull 誌 (en) の表紙からとられたものだと指摘されている。具体的には同誌の表紙画で「一家を切り盛りする女性」という囲い文字の下にある絵から切り取られたものと思われる。最後に、このスキャン画像のコントラストを高めると各項目の周囲に長方形の枠が見える。これは本文をデジタル処理した上でこの「誌面」へ各々コピーしたとしか考えられないだろう。なお、この本文は少なくとも1980年代からFAXで回覧されていたという指摘もある。